# Laissez-faire
Laissez-faire (/ˌlɛseɪˈfɛər/; termen din franceză cu traducerea literală „lăsați să facă”) este un sistem economic în care tranzacțiile între părțile private sunt libere de intervenția guvernului, cum ar fi reglementarea, privilegiile, tarifele și subvențiile. Denumirea de „laissez-faire” face parte dintr-o frază mai mare în franceză și, practic, se traduce prin „lăsați să facă”, dar în acest context înseamnă, de obicei, „dați drumul”.

## Istorie

### În Europa
În Europa, mișcarea laissez-faire a fost promovată pe scară largă de fiziocrați, o mișcare din care a făcut parte și Vincent de Gournay (1712–1759), un comerciant de succes care a devenit o figură politică. Se postulează că Gournay a adaptat conceptul taoist wu wei  din scrierile despre China ale lui François Quesnay  (1694–1774). Gournay susținea că guvernul ar trebui să permită legilor naturii să guverneze activitatea economică, statul intervenind doar pentru a proteja viața, libertatea și proprietatea. François Quesnay și Anne Robert Jacques Turgot,baron de l'Aulne au preluat ideile lui Gournay. Quesnay a fost audiat de Ludovic al XV-lea, regele Franței, și în 1754 l-a convins să încerce laissez-faire- ul. Pe 17 septembrie, regele a abolit toate taxele și restricțiile privind vânzarea și transportul cerealelor. Timp de mai bine de un deceniu, experimentul a părut un succes, dar în 1768 s-a înregistrat o recoltă slabă, iar costul pâinii a crescut atât de mult încât a existat o foamete pe scară largă, în timp ce negustorii exportau cereale pentru a obține un profit mai mare. În 1770, controlorul general al finanțelor, Joseph Marie Terray, a revocat edictul care permitea comerțul liber cu cereale. 
Doctrina laissez-faire a devenit o parte integrantă a liberalismului european din secolului al XIX-lea .  Așa cum liberalii susțineau libertatea de gândire în sfera intelectuală, erau la fel de pregătiți să susțină principiile liberului schimb și concurenței libere  în sfera economică, văzând statul doar un polițist pasiv, care protejează proprietatea privată și administrează justiția, dar fără a se amesteca în treburile cetățenilor săi. Oamenii de afaceri, în special industriașii britanici, s-au grăbit să asocieze aceste principii cu propriile lor  interese economice.  Multe dintre ideile fiziocraților s-au răspândit în toată Europa și au fost adoptate într-o măsură mai mare sau mai mică în Suedia, Toscana, Spania și în nou-apărutele State Unite. Adam Smith, autorul cărții „Avuția națiunilor” (1776), l-a întâlnit pe Quesnay și i-a recunoscut influența. 
În Marea Britanie, ziarul The Economist (fondat în 1843) a devenit o voce influentă pentru capitalismul laissez-faire .  Susținătorii laissez-faire s-au opus ajutorului alimentar acordat în timpul foametei care a avut loc în Imperiul Britanic . În 1847, referindu-se la foametea care începea  atunci în  Irlanda, fondatorul publicației The Economist, James Wilson, a scris: „Nu este treaba nimănui să aibă grijă de altul”.  Mai precis, în Eseu despre principiul populației, Malthus a susținut că nu se putea face nimic pentru a evita foametea, deoarece susținea că a demonstrat matematic că creșterea populației tinde să depășească creșterea producției alimentare. Cu toate acestea, The Economist a făcut campanie împotriva Legilor cerealelor care protejau proprietarii de terenuri din Regatul Unit al Marii Britanii și Irlandei de nord  împotriva concurenței importurilor străine mai puțin costisitoare de produse din cereale. Marea foamete din Irlanda din 1845 a dus la abolirea Legilor Grânelor în 1846. Tarifele la cereale care mențineau artificial de ridicat prețul pâinii au fost abolite.  Totuși, abolirea Legilor Grânelor a venit prea târziu pentru a opri foametea irlandeză. Unul dintre motive a fost  că abolirea Legilor Grânelor s-a realizat în etape, pe parcursul a trei ani. 
Un grup care a devenit cunoscut sub numele de Liberalii din Manchester, căruia îi aparțineau Richard Cobden (1804–1865) și John Bright (1811–1889), au fost apărători înverșunați ai liberului schimb. După moartea lui Cobden, Clubul Cobden (fondat în 1866) și-a continuat activitatea.  Prăbușirea sistemului de laissez-faire, așa cum era practicat de Imperiul Britanic, a fost parțial cauzată de companiile britanice dornice de sprijin statal pentru pozițiile lor în străinătate, în special de companiile petroliere britanice. 
În Italia, filosoful Benedetto Croce a creat termenul „liberism” (derivat din cuvântul italian liberismo ), un termen pentru doctrina economică a capitalismului laissez-faire ; este sinonim cu liberalismul economic . El a susținut că „liberalismul poate dovedi doar un drept temporar de proprietate privată asupra terenurilor și industriilor”.  A fost popularizat în limba engleză de politologul italian Giovanni Sartori .  Sartori a introdus  termenul din italiană pentru a face distincția între liberalismul social, care este în general considerat o ideologie politică ce susține adesea intervenția extinsă a guvernului în economie, și acele teorii economice liberale care propun eliminarea practică a unei astfel de intervenții. În utilizarea informală, liberismul se suprapune cu alte concepte precum schimbul liber, neoliberalismul, libertarianismul de dreapta, conceptul american de libertarianism  și doctrina laissez-faire a doctrinarilor liberali francezi. Intenția lui Croce și a lui Sartori, de a ataca  dreptul la proprietate privată și la libera inițiativă, separându-le de filosofia generală a liberalismului, care este în primul rând o teorie a drepturilor naturale, a fost întotdeauna criticată deschis de filosofii citați și de unii dintre principalii reprezentanți ai liberalismului, precum Luigi Einaudi, Friedrich Hayek    și Milton Friedman  . Economistul Eugen von Böhm-Bawerk, membru al Școlii Austriace, susține că diferențele dintre conceptul economic de liberism  și consecințele economice ale liberalismului   pot fi rezumate prin afirmația că „O piață este un sistem de legi. Fără ea, singura economie posibilă este jaful stradal.” 

## Critică
Smith a susținut că „rolul proprietarilor de terenuri în procesul economic este pasiv. Capacitatea lor de a obține venituri exclusiv din proprietatea asupra terenurilor tinde să îi facă indolenți și incompetenți și, prin urmare, tind să fie incapabili să își vadă măcar propriile interese economice”  și că „creșterea populației ar trebui să crească cererea de alimente, ceea ce ar trebui să crească chiriile, ceea ce ar trebui să fie benefic din punct de vedere economic pentru proprietari”. Adam Smith recunoaște unele ambiguități morale ale  sistemului capitalist.  Smith avea îndoieli cu privire la unele aspecte ale fiecăruia dintre principalele tipuri de caractere  produse de societatea capitalistă modernă, și anume moșierii, muncitorii și capitaliștii.   Potrivit lui Smith, proprietarii de terenuri ar trebui să fie în favoarea politicilor care contribuie la creșterea bogăției națiunilor, dar adesea nu sunt în favoarea acestor politici pro-creștere din cauza propriei ignoranțe provocate  de indolență și a  lâncezirii intelectuale.  Smith a afirmat clar că în opinia lui , fără moralitate și legi, societatea va eșua. Din această perspectivă, pare puțin probabil că Smith a susținut un capitalism pur de tip Laissez-Faire, iar ideile pe care le susține în „Avuția națiunilor” depind în mare măsură de filosofia morală din lucrarea sa anterioară, „Teoria sentimentelor morale” . 
Mulți filosofi au scris despre sistemele pe care societatea le-a creat pentru a-și gestiona  propriile civilizații. Thomas Hobbes a folosit conceptul de „ stare naturală ”, adică o perioadă anterioară oricărui guvern sau  oricărei legi, ca punct de plecare pentru a analiza această problemă. În acest timp, viața va fi „ un război al tuturor împotriva tuturor ”. Mai mult, „Într-o astfel de situație, nu există loc pentru industrie; deoarece roadele acesteia sunt incerte” ... frică continuă și pericol unei  morți violentă, iar viața omului este solitară, săracă, urâtă, brutală și scurtă.” 
Indiferent de preferințele politice, toate societățile necesită valori morale comune ca o condiție prealabilă pe care să se construiască legi care să protejeze indivizii unii de alții. Adam Smith a scris „Avuția națiunilor” în timpul Iluminismului, o perioadă în care atitudinea predominantă era „Toate lucrurile pot fi cunoscute”. Practic, gânditorii europeni, inspirați de oameni precum Isaac Newton și alții, au început să „găsească legile” tuturor lucrurilor, să afirme că există o „lege naturală” care stă la baza tuturor aspectelor vieții. Ei credeau că acestea puteau fi descoperite și că tot ce există în univers putea fi demitizat și catalogat rațional, inclusiv interacțiunile umane. 
Criticii și aboliționiștii pieței, precum David McNally, susțin tradiția marxistă care spune că logica pieței produce în mod inerent rezultate inechitabile și duce la schimburi inegale, argumentând că intenția morală și filosofia morală a lui Smith care susțineau schimbul egal au fost subminate de practica pieței libere pe care a susținut-o. Potrivit lui McNally, dezvoltarea economiei de piață a implicat coerciție, exploatare și violență pe care filosofia morală a lui Smith nu le-a putut accepta. 
Economistul britanic John Maynard Keynes a condamnat politica economică de tip laissez-faire în repetate rânduri.  În lucrarea sa „Sfârșitul laissez-faire” (1926), una dintre cele mai faimoase critici ale sale, Keynes susține că doctrinele laissez-faire depind într-o oarecare măsură de un raționament deductiv impropriu și spune că întrebarea dacă o soluție de piață sau intervenția statului este mai bună trebuie stabilită de la caz la caz. 
Economistul Friedrich Hayek, membru al Școlii Austriace, a afirmat că o industrie bancară liber competitivă, bazată pe principiul laissez-faire, tinde să fie endogenă, destabilizatoare și pro-ciclică, argumentând că nevoia de control al băncilor centrale era inevitabilă. 
„ Marea Transformare” a lui Karl Polanyi critică piețele autoreglementate ca fiind fenomene aberante,nefirești, care tind spre perturbarea socială.  
În economia modernă, laissez-faire are de obicei o conotație negativă, care sugerează o nevoie percepută de reținere din cauza nevoilor sociale și a securității la care nu se poate răspunde în mod adecvat de către companiile care au doar scopul de a obține profit.
Robert Kuttner afirmă că „de peste un secol, luptele populare din democrații au folosit statul-națiune pentru a tempera capitalismul brut. Puterea alegătorilor a compensat puterea capitalului. Dar, pe măsură ce barierele naționale au scăzut în numele unui comerț mai liber, la fel a scăzut și capacitatea guvernelor de a gestiona capitalismul în interesul  publicului larg. Așadar, adevărata problemă nu este «comerțul», ci guvernarea democratică”. 
Se spune că principalele probleme ale capitalismului brut constă  în ignorarea calității, durabilității, sustenabilității, respectului pentru mediu și ființele umane, precum și în lipsa de moralitate .  Din acest unghi  critic, companiile ar putea în mod natural să urmărească mărirea  profiturilor în detrimentul intereselor lucrătorilor și al intereselor sociale mai largi.